# Ingeborg Suhr
Ingeborg Rasmine Dorthea Suhr Mailand (16. juni 1871 i Kølstrup – 27. marts 1969 i Bagsværd) var en dansk forfatter og husholdningsskoleleder. Hun startede i 1901 en husholdningsskole, Suhrs Husholdningsskole, som senere blev splittet op i Suhrs Seminarium og Suhrs Husholdningsskole.

## Kogebøgerne
I 1909 udgav Ingeborg Suhr kogebogen Mad på Gjellerups Forlag. Bogen udkom i 26 oplag og blev trykt i 237.000 eksemplarer. Bogen blev en klassiker og afspejlede i høj grad den danske madkultur i starten af 1900-tallet.
I 2009 udkom bogen i en moderne udgave for at fejre 100 års-jubilæet for den oprindelige kogebog. Selvom bogen stadig tog afsæt i danske retter, indgik nu sushi, guacamole og smoothies på linje med de danske kendinge.

## Ekstern henvisning
- Dansk Kvindebiografisk Leksikon - Ingeborg Suhr Mailand